# مدرس افغانی
محمدعلی غزنوی معروف به مدرس افغانی یا  آیت‌الله محمدعلی مدرس افغانی (متولد ۱۲۸۴ در قریهٔ خاربید المیتو، ولسوالی جاغوری، ولایت غزنی - ۱۳۶۵ در قم) مجتهد و فقیه برجستهٔ شیعه از هزاره‌های اهل افغانستان و استاد سطوح عالی ادبیات و نحو در حوزه علمیه قم بود. وی از استادان نجف همچون سید ابوالحسن اصفهانی، محمد علی کاظمی خراسانی و محمدحسین نائینی و نیز سید ابوالقاسم خویی اجازه‌نامه‌های متعدد داشت.
هم‌چنین ایشان از جمله متأثرانِ از سبک و سیاق روش ادبی استاد برجسته‌اش ادیب نیشابوری محسوب می‌شود.

## زندگی
او در ابتدا به شیخ محمدعلی غزنوی معروف بود و پس از آن که در سال ۱۳۰۴ به حوزه علمیه نجف رفت، با تلاش‌های خود، لقب مدرس به او داده شد. مدرس افغانی، پس از حدود بیست سال تحصیل و تحقیق، در سال ۱۳۱۸ با توصیه سید ابوالحسن اصفهانی به افغانستان برگشت: «من در حالی که روحانی جوان بودم از نجف اشرف به دستور  سید ابوالحسن اصفهانی مرجع تقلید وقت، به افغانستان رفته و در ولسوالی جاغوری ولایت غزنی در خاک اجدادی ام اقامت گزیدم و مدرسه‌ای بنا نهادم و مشغول تدریس و تربیت طلاب شدم.» محمداسحاق فیاض، از علما و مراجع طراز اولِ نجف اشرف، داماد و شاگرد علامه مدرس افغانی می‌باشد. هم‌چنین استادان برجسته ایی همچون  محمدعلی کوشا در علوم بلاغی، بدیع و ادبیات متأثر از وی می‌باشند.

## از نگاه دیگران
مدرس از مجتهدان به نام و مراجع تقلید معروف حوزهٔ علمیه نجف اجازه‌نامه اجتهاد داشت. مطالب و نکات موجود در آن‌ها به خوبی مقام رفیع دانشی وی را در علوم اسلامی نشان می‌دهد. محمد علی کاظمی در اجازه‌نامه خود نوشته‌است: جناب عالم فاضل، مهذب کامل و پاک و مورد اعتماد، شیخ محمد علی غزنوی از جمله کسانی است که عمرش را صرف تحصیل علوم شرعیه کرده‌است؛ در حالی که تحصیل او با بحث و فحص، کوشش، تلاش و اجتهاد همراه بوده‌است، او در محضر علما حاضر شد و از آن‌ها با فهم و تدبر استفاده کرده بحمدالله به مرتبه اجتهاد رسیده و مورد وثوق و اعتماد است.

اجازه‌نامه فوق که به تأیید سید ابوالحسن اصفهانی رسیده در تاریخ یازدهم جمادی‌الاول ۱۳۶۴ صادر شده‌است و خراسانی در اجازه‌نامه دیگری مقام ارجمند علمی علامه را بیشتر ارج نهاده او را از اقرانش پیشگام شمرده‌است.

خویی در اجازه‌نامه خویش علامه مدرس را دانشمند فاضل، ادیب کامل، عماد علمای اعلام و برگزیدهٔ فضلای کرام دانسته‌است.

## درگذشت
مدرس افغانی در ۵ شهریور سال ۱۳۶۵ش در ۸۱ سالگی در قم از دنیا رفت و در آرامگاه باغ بهشت در مقبره خانوادگی سید محمدصادق روحانی به خاک سپرده شد.